# Tanaostigmodes coeruleus
Tanaostigmodes coeruleus är en stekelart som först beskrevs av Jean-Jacques Kieffer 1910.  Tanaostigmodes coeruleus ingår i släktet Tanaostigmodes och familjen Tanaostigmatidae. Inga underarter finns listade i Catalogue of Life.